# Gerd Burkhardt
Gerd Burkhardt (* 13. November 1913 in Nürnberg; † 23. Juni 1969 in Hannover) war ein deutscher Physiker. Er widmete sich der Ballistik.

## Leben
Burkhardts Eltern waren der Chirurg Ludwig Burkhardt (1872–1922) und seine Frau Margarete geb. Schröder. Er besuchte das Würzburger Realgymnasium, das nachmalige Siebold-Gymnasium. Nach dem Abitur  studierte er ab 1931 an der Julius-Maximilians-Universität Würzburg Physik. 1932 wurde er als Burkhardt VI im Corps Moenania recipiert. Als Inaktiver wechselte er 1933 an die TH München, die ihn 1936 zum Dr. phil. promovierte. 1937 ging er als wissenschaftlicher Assistent an die Christian-Albrechts-Universität zu Kiel (CAU). An der Philosophischen Fakultät habilitierte er sich 1940 für Theoretische Physik. Am 16. Dezember 1937 beantragte er die Aufnahme in die NSDAP und wurde rückwirkend zum 1. Mai desselben Jahres aufgenommen (Mitgliedsnummer 5.442.993). Als Privatdozent in Kiel war er von 1940 bis 1945 auch Mitarbeiter am Institut für Ballistik der Lufttechnischen Akademie in Berlin-Gatow. Die CAU ernannte ihn 1947 zum apl. Professor.
Nachdem sich Burkhardt 1950 an die Albert-Ludwigs-Universität Freiburg umhabilitiert hatte, war er 1950/51 kurzzeitig am Laboratoire de recherches balistiques et aérodynamiques in der Normandie tätig. 1951 folgte er dem Ruf der Technischen Hochschule Hannover auf ihren Lehrstuhl für Theoretische Physik. 1956 schied er bei Moenania aus. 1959 gehörte er zu den Gründern der Vereinigung Deutscher Wissenschaftler. Ab 1965 war er Direktor bei der UNESCO in Paris. In dieser Zeit war Burkhardt ein Mitherausgeber der Zeitschrift atomzeitalter.
Gerd Burkhardt wurde – wie sein Vater – nicht alt und starb im 56. Lebensjahr. Postum wurde er am 12. Juni 1971 wieder in die Philisterliste seines Corps aufgenommen.